# Оскерко, Ян
Ян Мико́лай Оске́рка (Иван Оскирка, пол. Jan Mikołaj Oskierka; 22 декабря 1735 — 1796) — государственный деятель Великого княжества Литовского из рода Оскерко, собственного герба (вариант герба Mурделио).

## Биография
Был сыном Рафала Алоиза и Станиславы Терезы, дочери Мартиана Михала Огинского. Вместе с братом Антонием Иохимом учился в Варшаве. Принимал участие в семилетней войне 1756—1763 гг.
В 1764 г. принял сторону Чарторыйских и кандидатуру короля Станислава Понятовского. Конвокационный Сейм призвал Оскерко, конфедерационного мозырского судью, в комиссию для составления нового поголовного еврейского тарифа в Мозырском повете. Был депутатом на элекционный сейм от Мозырского повета. Занимал последовательно посты писаря земского (1768), подстолия (1769) и войского (1771—1781) мозырского.
В 1781 г. был избран депутатом на Трибунал Литовский. 19 января 1782 г. получил номинацию на стражника польного литовского. В августе 1784 г. был среди приглашенных Каролем Радзивилом в Несвиж в связи с планируемым туда визитом короля.
В августе 1786 г. заботясь о безопасности Мозырского повета подписал петицию королю с просьбой о защиты границы «от своевольных людей» авангардным полком Романовского.
В 1788 г., вместе с подкоморием мозырским Константином Еленским, был депутатом на сейм от Мозырского повета.
В 1790 г. уступил сыну Рафалу должность стражника польного Литовского.
Конституцию 3 мая 1791 г. приветствовал с большим энтузиазмом.  Принадлежал к самым богатым жителям в ВКЛ. Наследник огромного состояния (7 млн злотых). Владел Наровлей (с деревнями Антоново, Мухоеды, Углы, Головчицы), Kaрповичи в Мозырском повете, Барбарово и Koнотопы в Речицком повете ВКЛ.
В начале августа 1793 г., вместе с сыном Рафалом Михалом, принял участие в конспиративном съезде шляхты в имении Кароля Прозора в Хойниках, целью которого была подготовка вооруженного выступления против разделов Речи Посполитой и за возрождение Конституции 3 мая 1791 г.
Кароль Прозор и капитан Гамилькар Касинский 20 апреля 1794 г. выехали из Хойников в Юровичи. Однако Ян Миколай Оскерко через своего посланца предупредил, что их там уже ждут российские солдаты. Тем самым он спас друзей, но сам был арестован в первый день Пасхи 1794 г.
После Смоленского следствия именным указом Екатерины II от 20 июня 1795 г., причисленный к первой категории осужденных «кои, наруша присягу на верное нам подданство» Оскерка был сослан в «в самые отдаленнейшие Сибирские города». Его имущество подверглось конфискации и было роздано российским вельможам, в частности, в 1793 г. его поместье Барбарово было передано действительному тайному советнику Я. Сиверсу.
В Иркутске Оскерка был назначен в уездный город Жиганск Якутской области Иркутской губернии, куда привез «12 кафтанов, 4 подушки, много белья и серебряных вещей, 250 голландских червонцев и 122 серебряных рубля».
Освобожден по амнистии Павла I в 1796 г. и умер от апоплексии в Тобольске в 1796 г., где был похоронен с почестями сыном Домиником, сопровождающим отца на обратном пути на родину.
После смерти Оскерки вдове удалось вернуть лишь небольшую часть имущества (Koнотопы). Воспоминание о потере огромного состояния Оскерки сохранилось в белорусской пословице: «Пропало, как Оскерково добро».

## Награды
Был кавалером Ордена Св. Станислава (1781) и Белого Орла.

## Семья
От брака, заключенного 27 января 1761 г. с Барбарой Рокицкой имел детей:
- Рафала Михала (ок. 1761—1818) — от 1790 г. стражник польный литовский, в 1791 г. получил Орден Св. Станислава, а 28 апреля 1792 г. Орден Белого Орла. Во время Tарговицы актом Конфедерации Генеральной ВКЛ от 25 VI 1792 г. был назначен в состав Генеральности Конфедеральской советником от Мозырского повета.
- Доминика (род. 1770), ротмистра национальной кавалерии, кавалера Oрденов Св. Станислава и Белого Орла,
- Aнелю, жену Игнатия Прозора.